# Ряскина, Екатерина Ивановна
Екатерина Ивановна Ряскина (20 мая 1927 — 15 июня 2004) — бригадир монтажников Львовского завода телеграфной аппаратуры Львовского завода телеграфной аппаратуры (ЛЗТА) имени 50-летия Великой Октябрьской Социалистической Революции Министерства радиопромышленности СССР, Украинская ССР. Герой Социалистического Труда (26.04.1971).

## Биография
Родилась 20 мая 1927 года в селе Краснополье Краснопольского района Сумского округа Украинской ССР (ныне посёлок городского типа, районный центр Краснопольского района Сумской области, Украина). Украинка.
Окончила среднюю школу. В период Великой Отечественной войны несовершеннолетняя Екатерина с 1943 года трудилась колхозницей в колхозе. В 1946-1953 годах – рабочая, а в 1953-1960 годах – маляр, бригадир маляров.
С 1960 года – монтажница, а затем бригадир монтажников Львовского завода телеграфной аппаратуры (ЛЗТА), который в 1967 году вошёл в состав Львовского производственного объединения имени 50-летия Великой Октябрьской Социалистической Революции Министерства радиопромышленности (с 1974 года – Министерства промышленности средств связи) СССР в городе Львов Украинской ССР (ныне – Украина).
За высокие производственные достижения по итогам семилетнего плана (1959-1965) награждена орденом Трудового Красного Знамени.
Указом Президиума Верховного Совета СССР («закрытым») от 26 апреля 1971 года за выдающиеся заслуги в выполнении заданий пятилетнего плана и создание новой техники Ряскиной Екатерине Ивановне присвоено звание Героя Социалистического Труда с вручением ордена Ленина и золотой медали «Серп и Молот».
В 1975 году руководимая ею бригада стала победителем областной эстафеты высокого качества, основанной Львовским областным советом профсоюзов и редакцией газеты «Свободная Украина».
Избиралась депутатом Верховного Совета СССР 8-го, 9-го, 10-го созывов.
Трудилась на предприятии до выхода на пенсию.
Жила в городе Львов (Украина). Умерла 15 июня 2004 года.

## Награды
- Золотая медаль «Серп и Молот» (11.01.1957);
- орден Ленина (11.01.1957)
- орден Трудового Красного Знамени (29.07.1966)
- Медаль «В ознаменование 100-летия со дня рождения Владимира Ильича Ленина»
- Медаль «За доблестный труд в Великой Отечественной войне 1941—1945 гг.»
- Медаль «За трудовое отличие» (01.03.1965)
- и другими
- Отмечена дипломами и почётными грамотами.